# Pluton-Gletscher
Der Pluton-Gletscher ist ein Gletscher an der Danco-Küste des Grahamlands auf der Antarktischen Halbinsel. Er mündet nordöstlich der Jantar Hills in die Leith Cove, eine Nebenbucht des Paradise Harbor.
Polnische Wissenschaftler benannten ihn 1999. Der weitere Benennungshintergrund ist nicht überliefert.